# Balitora
Balitora es un género de peces actinopterigios de agua dulce perteneciente a la familia Balitoridae, distribuidos por ríos y lagos de Asia.

## Especies
Se reconocen las siguientes veinte especies:
- Balitora annamitica Kottelat, 1988
- Balitora brucei Gray, 1830
- Balitora burmanica Hora, 1932
- Balitora eddsi Conway y Mayden, 2010
- Balitora elongata Chen y Li, 1985
- Balitora haithanhi Nguyen, 2005
- Balitora jalpalli Raghavan, Tharian, Ali, Jadhav y Dahanukar, 2013
- Balitora kwangsiensis (Fang, 1930)
- Balitora lancangjiangensis (Zheng, 1980)
- Balitora laticauda Bhoite, Jadhav y Dahanukar, 2012
- Balitora longibarbata (Chen, 1982)
- Balitora ludongensis Liu y Chen, 2012
- Balitora meridionalis Kottelat, 1988
- Balitora mysorensis Hora, 1941
- Balitora nantingensis Chen, Cui y Yang, 2005
- Balitora nigrocorpa Nguyen, 2005
- Balitora nujiangensis Zhang y Zheng, 1983
- Balitora tchangi Zheng, 1982
- Balitora vanlani Nguyen, 2005
- Balitora vanlongi Nguyen, 2005